# NBT Cup
La NBT Cup (che sta ad indicare per esteso la Coppa della banca nazionale di Tuvalu), è una competizione calcistica tuvaluana che si tiene sotto la giurisdizione della TNFA ed è organizzata a cadenza annuale.

## Storia
La Coppa ha preso il via nel 2006, è organizzato in due fasi, la prima che vede 2 gruppi composti da 4 squadre con gironi all'italiana, che permettono alle prime 2 squadre dei rispettivi gironi di giocare la semifinale che è ad eliminazione diretta.
La Coppa NBT ha visto il Tofaga vincere le prime tre edizioni consecutive.

### Finali passate
| Stagione | Incontro            | Risultato |
| 2006     | Tofaga - Tamanuku   | 2-1       |
| 2007     | Tofaga - Manu Laeva | 1-0       |
| 2008     | Tofaga - Nanumaga   | 3-1       |
| 2009     | Nauti - Tofaga      | 3-1       |
| 2010     | Nauti - Nui         | 7-1       |
| 2011     | Tofaga - Tamanuku   | 5-1       |
| 2012     | Tofaga - Manu Laeva | 2-1       |
| 2013     | Tamanuku - Tofaga   | 4-2       |
| 2015     | All White -         | -         |
| 2016     | Nauti - FC Nanumaga | 1-0       |
| 2017     | Vaoloa -            | -         |
| 2018     | Lofeagai - Tofaga   | 2-1       |

## Vincitori
| Club                | Vittorie |
| ------------------- | -------- |
| Tofaga              | 5        |
| Nauti               | 3        |
| Tamanuku            | 1        |
| Vaoloa              | 1        |
| Lofeagai            | 1        |
| All White (Vaitupu) | 1        |